# Suharto
Suharto, magyar kiejtéssel Szuhartó (Yogyakarta, 1921. június 8. – Jakarta, 2008. január 27.) az Indonéz Köztársaság volt katonai és politikai vezetője. Több mint három évtizeden át szolgált az ország elnökének, 1967 és 1998 között. Uralkodása alatt Suharto rezsimje autoriter módon kormányzott, súlyos emberi jogi visszaéléseket követett el, és kiterjedt korrupcióval vádolták meg. Vezetése alatt elnyomták a politikai ellenzéket, korlátozták a média szabadságát, és erőszakkal hallgatták el az ellenzéki csoportokat. Suharto és családja széles körű vagyon ellopásával vádolták őket a kormánytól, miközben az indonéziai emberek szenvedtek a szegénységtől. Elnöksége 1998-ban ért véget, amikor gazdasági zavargások és tüntetések miatt lemondott.
Suharto lemondása után számos vád érte. Ezek közé tartozott a hatalmi visszaélések, a korrupció és az emberi jogi sérelmek.

## Élete
Gyermekkora és ifjúkora a távol homályába vész, kevés részlet ismeretes. Annyit azonban pontosan lehet tudni, hogy Suharto szülei, édesanyja Sukirah és édesapja Kertosudiro jávai nemzetiségű parasztemberek voltak, és olyan területen éltek, ahol sem áramellátás, sem folyóvíz nem volt.
Életrajzírók és kutatók egyetértenek abban, hogy Suharto családi élete fiatalkorában igen labilis volt. Apja, Kertosudiro második házasságából született, és már volt két féltestvére az előző házasságból. Suharto életének első hónapjaiban ez a második házasság is felbomlott. Gyermekkora jelentős részét atyai nagynénje családjában töltötte, itt nevelkedett, ők járatták általános iskolába.
A kutatók megjegyzik, hogy Suharto nevelkedése szöges ellentétben állt a vezető nacionalistákéval, amilyen Sukarno is volt, amennyiben őt nem érdekelte az anti-kolonializmus vagy a közvetlen környezetén túlmutató politikai kérdések. Sukarnóval és bizalmasaival ellentétben Suharto nem tudott hollandul vagy más európai nyelven. Ez azután megváltozott, amikor Suharto 1940-ben belépett a holland hadseregbe.

## Elnöksége
Suharto külföldi és hazai zavargásokra hivatkozva, néhol erőszakkal vegyített politikai manőverekkel szerezte meg a hatalmat elődjétől, Sukarnótól. Az általa bevezetett és három évtizeden át működő New Order (Új Rend) rezsim során Suharto erős, militarista jellegű központi kormányzatot alakított ki. Mivel fenntartotta az ország politikai stabilitását és kíméletlenül antikommunista volt, a hidegháború időszakában jó néhány nyugati hatalom szimpátiáját és támogatását sikerült elnyernie.
A kritikusok szerint Suharto rezsimje alatt széles körű korrupció és hatalmi visszaélés uralkodott, és az emberek szenvedtek a politikai elnyomástól és a gazdasági kizsákmányolástól. Emellett a rezsim alatt történt emberi jogi sérelmek, például a politikai ellenfelek bebörtönzése és meggyilkolása, valamint a cenzúra és a szólásszabadság korlátozása is súlyos viták tárgyát képezték.
A hidegháború elmúlásával a Suharto-rezsim autokrata és korrupt jellege miatt hamar népszerűtlenné vált azoknál a nyugati országoknál, amelyek korábban szimpatizáltak vele. Indonézia fölött gyakorolt megkérdőjelezhetetlen hatalma gyors ütemben omlott össze, amikor az általános ázsiai pénzügyi krízis lecsökkentette az ország lakóinak életszínvonalát és megtépázta hatalmát az ország katonai, politikai és társadalmi intézményeinek szemében. A kialakuló belső zavargások és a diplomáciai elszigeteltség teljesen aláásták támogatottságát az 1990-es években, és a fejlemények Suhartót végül 1998-ban lemondásra kényszerítették.
Azok után, hogy 30 éven át az ország meghatározó figurája volt, a korábbi elnök élete végén elszigeteltségben élt, többször szorult kórházi kezelésre, volt, hogy csak sokk-beavatkozással lehetett megmenteni életét.
2008. január 4-én Suharto kórházba került szív- és májbetegsége súlyosbodása miatt. Másnapra állapota stabilizálódott, de január 27-én elhunyt.

## Családja
Suharto felesége Siti Hartinah, vagy egyszerűen "Tien asszony". Összesen hat gyermekük született: Siti Hardiyanti Hastuti (Tutut), Sigit Harjojudanto, Bambang Trihatmodjo, Siti Hediati (Titiek), Hutomo Mandala Putra (Tommy) és Siti Hutami Endang Adiningsih (Mamiek).